# دانيال تينغ
دانيال تينغ (بالإنجليزية: Daniel Ting) هو لاعب كرة قدم بريطاني في مركز الدفاع، ولد في 1 ديسمبر 1992 في تشستر في المملكة المتحدة. لعب مع نادي سلاغور الثاني ‏.

## وصلات خارجية
- دانيال تينغ على موقع قاعدة بيانات كرة القدم.إي يو (الإنجليزية)
- دانيال تينغ على موقع ناشيونال فوتبول تيمز (الإنجليزية)
- دانيال تينغ على موقع Soccerway.com (الإنجليزية)
- دانيال تينغ على موقع عالم كرة القدم.نت (الإنجليزية)